# 阿瑪特·艾斯卡藍特
阿瑪特·艾斯卡藍特（西班牙語：Amat Escalante；1979年2月28日—）是墨西哥電影導演，2013年因執導《毒粉風暴》而於第66屆坎城影展獲得最佳導演獎；2016年以 《慾望》获得第73届威尼斯影展最佳导演銀獅奖。

## 生平
阿瑪特·艾斯卡藍特在西班牙出生，父親是墨西哥人，母親則是美國人，他們一家曾經在挪威住過一段時間，阿瑪特早年大部分是在瓜納華托州度過。他於2001年前往西班牙學習電影的剪輯與音效，並嘗試申請歸化為西班牙公民，但遭到拒絕。

## 電影作品
- 2005年：《血》（Sangre）
- 2008年：《壞蛋》（Los bastardos）
- 2013年：《毒粉風暴》（Heli）
- 2016年：《慾望》（La región salvaje）
- 2023年：《墨城謎案》（Perdidos en la noche）

影集
- 2018年－2021年：《毒梟：墨西哥》（Narcos: Mexico；執導8集）

## 外部連結
- 阿瑪特·艾斯卡藍特在互联网电影资料库（IMDb）上的資料（英文）
- 阿瑪特·艾斯卡藍特在豆瓣上的资料（简体中文）